# Damon Rampton
Damon John Rampton (New Plymouth, 18 dicembre 1978) è un ex cestista neozelandese.

## Carriera
È il fratello minore di Tony Rampton, che ha partecipato alle olimpiadi di Sydney e Atene. Anche per via dell'infortunio del fratello viene convocato per i mondiali 2002 che chiude al 4º posto.